# Bergen-Belsen
Pour les articles homonymes, voir Bergen.
Bergen-Belsen, parfois appelé Belsen, était un camp de concentration nazi situé au sud-ouest de la ville de Bergen, près de la localité de Belsen, à une dizaine de kilomètres au nord-ouest de la ville de Celle, en Basse-Saxe (Allemagne), dans la lande de Lunebourg. Il est ouvert en 1940 pour interner les prisonniers de guerre français et belges mais accueille à partir de l'été 1941 plus de 20 000 prisonniers soviétiques.

## Histoire
D'abord camp de travailleurs, camp d'entraînement de la Wehrmacht, puis dépôt de matériel et d'armes, il est transformé en camp d'internement de prisonniers de guerre à partir de 1940, agrandi en vue de la guerre contre l'URSS. Il est transformé en camp d'échange (1943-1944), où sont regroupés notamment des Juifs possédant une nationalité de pays neutre comme des Turcs ou des Espagnols de Salonique, des Juifs avec des papiers sud-américains, des Polonais à double nationalité, des Juifs de Palestine britannique, des femmes françaises de prisonniers de guerre et leurs enfants, venus de Drancy en mai et juillet 1944, qui sont au camp de l'étoile. En fait peu de Juifs seront libérés : 222 peuvent émigrer en Palestine, 1 683 juifs hongrois peuvent gagner la Suisse par le train Kastner.
Des prisonniers tsiganes furent aussi internés au camp. Nombreux y périrent. Leur nombre exact n'a toujours pas pu être identifié.
Le camp est intégré au système concentrationnaire à partir de 1943 par l'Office central SS pour l'économie et l'administration (SS Wirtschafts-Verwaltungshauptamt, WVHA). Il est divisé en plusieurs secteurs, jusqu'à huit qui correspondent à des groupes distincts et à des régimes différents. 4 secteurs correspondent à des Juifs pouvant être échangés, 3 à des détenus nouvellement transférés, le dernier secteur reçoit à partir de 1944 des détenus nécessitant soins et repos.
Les conditions s'aggravent avec l'arrivée de nombreux prisonniers transférés des camps d’Auschwitz, Buchenwald, Ravensbrück, Flossenbürg, Mauthausen devant l'avancée des armées alliées. Le camp compte 15 000 détenus en novembre 1944 et 60 000 en avril 1945. Dans ce court laps de temps, 35 000 personnes décèdent dont Anne Frank et Hélène Berr. Selon plusieurs rescapés, le cannibalisme y était endémique,.

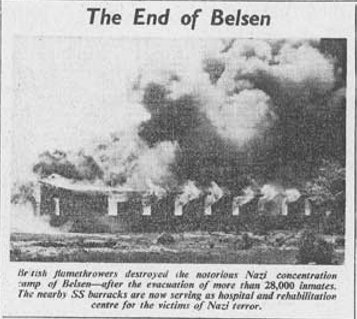
« La fin de Belsen. » Des lance-flammes britanniques mettent fin au camp après la libération.

Avec le surpeuplement, la désorganisation, les épidémies, la mortalité y est très forte. Les Juifs d'échange du camp de l'étoile, du camp des Hongrois, du camp des neutres et du camp spécial, sont évacués par 3 trains pour Theresienstadt. Le troisième train, « le transport perdu », arrive près de Tröbitz en Saxe le 23 avril. Il est libéré par l'Armée rouge.
Les gardiennes et gardiens SS quittent le camp le 13 avril pour éviter leur emprisonnement par les troupes alliées.
Le camp est libéré par les troupes britanniques et canadiennes le 15 avril 1945. La mortalité reste toutefois élevée en raison d'une épidémie de typhus que les Britanniques ne peuvent circonscrire rapidement faute de moyens et faute d'avoir perçu immédiatement l'ampleur du problème. Le camp est finalement mis en quarantaine et, le 21 mai 1945, les autorités britanniques donnent l'ordre de brûler les derniers baraquements. Les cadavres sont ensevelis dans des fosses communes.
Environ 70 000 personnes y ont trouvé la mort, dont 20 000 prisonniers soviétiques. Parmi les victimes, Anne Frank et sa grande sœur Margot Frank, toutes les deux atteintes du typhus, ainsi que deux députés français résistants : Claude Jordery, mort le 9 février 1945, et Augustin Malroux, le 10 avril 1945.

### Prisonniers de guerre soviétiques

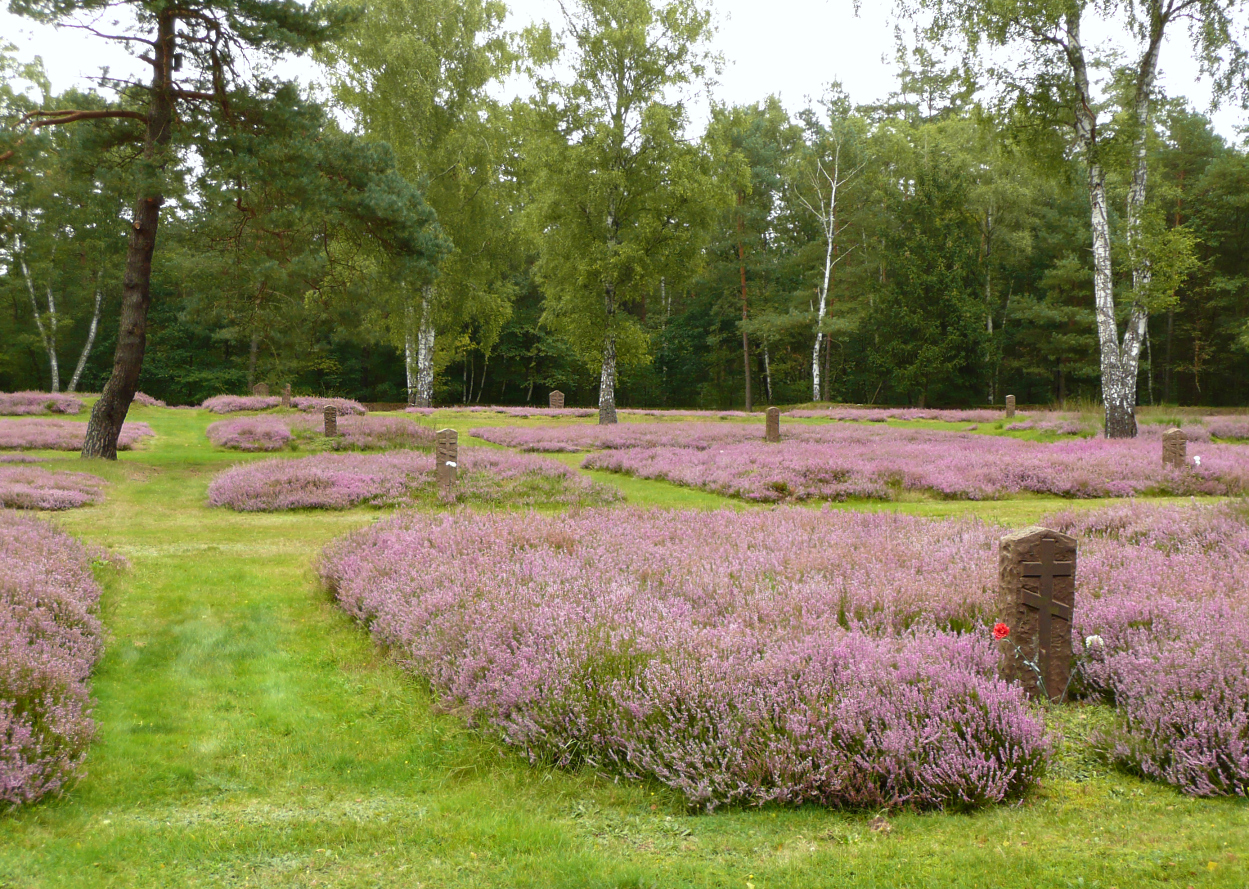
Fosses communes de prisonniers soviétiques

À partir de mai 1941, il abrite le stalag 311 (XI C). En juillet 1941, il y a déjà 20 000 prisonniers de guerre soviétiques qui ne sont pas internés dans des baraquements, mais internés en plein air. Les cinq baraques en pierre ne sont pas encore construites. Jusqu'au début de l'année 1942, sur les 18 000 prisonniers de guerre soviétiques encore présents, 14 000 moururent de froid, de faim et de maladie. Les prisonniers soviétiques restants sont éliminés ou déportés ailleurs en avril 1943, tandis que les Français sont transférés à Bad Fallingbostel.
Une petite partie du camp abrite un lazaret ou hôpital militaire pour de nouveaux prisonniers de guerre, tandis que la plus grande partie du camp est donnée aux SS qui y font venir majoritairement des déportés juifs venus de pays extérieurs à l'Allemagne.
Un grand nombre de prisonniers de guerre soviétiques est enterré à un kilomètre du camp. Quatorze stèles rappellent le souvenir de ces morts soviétiques.

## Personnalités mortes au camp de Bergen-Belsen  Parmi les milliers de personnes décédées à Bergen-Belsen
- Eduard Alexander (1881-1945), homme politique allemand.
- Marcelle Alphand (1894-1945), musicienne et résistante française.
- Hélène Berr (1921-1945),  connue pour son journal intime.
- Josef Čapek (1887-1945), écrivain et artiste tchèque.
- Joseph Delhalle (1912-1945), résistant belge.
- Daniel Desmeulles (1911-1945), résistant français.
- Fernand Dumont (1906-1945), écrivain belge.
- Amédée Dunois (1878-1945), homme politique français.
- Adrien d'Esclaibes d'Hust (1882-1944), résistant français.
- Moshe Flinker (1926-1945), diariste néerlandais.
- Paul Fonferrier (1892-1945), colonel, un des chefs de la Résistance dans le nord du Finistère.
- Anne Frank (1929-1945), rédactrice d'un journal intime célèbre.
- Margot Frank (1926-1945), sœur d'Anne Frank.
- Yves Goussard (1928-1945), résistant français.
- Ernst Grube (1890-1945), homme politique allemand.
- Odile Henri-Ovart (1892-1945), résistante belge.
- Ferdinand Hiver (1896-1945), résistant français.
- Heinrich Jasper (1875-1945), homme politique allemand.
- Claude Jordery (1876-1945), homme politique et résistant français.
- Jacques Kahn (1868-1945), rabbin français.
- Augustin Malroux (1900-1945), homme politique et résistant français.
- Jakob Neubauer (1895-1945), rabbin allemand.
- Jean Maurice Paul Jules de Noailles (1893-1945), résistant français.
- René Paty (1891-1945), résistant français.
- Blanche Paugam (1898-1945), résistante française.
- Fernand Tilquin (1898-1945), médecin et résistant belge.
- Georges Valois (1878-1945), homme politique français.

## Personnalités survivantes du camp de Bergen-Belsen

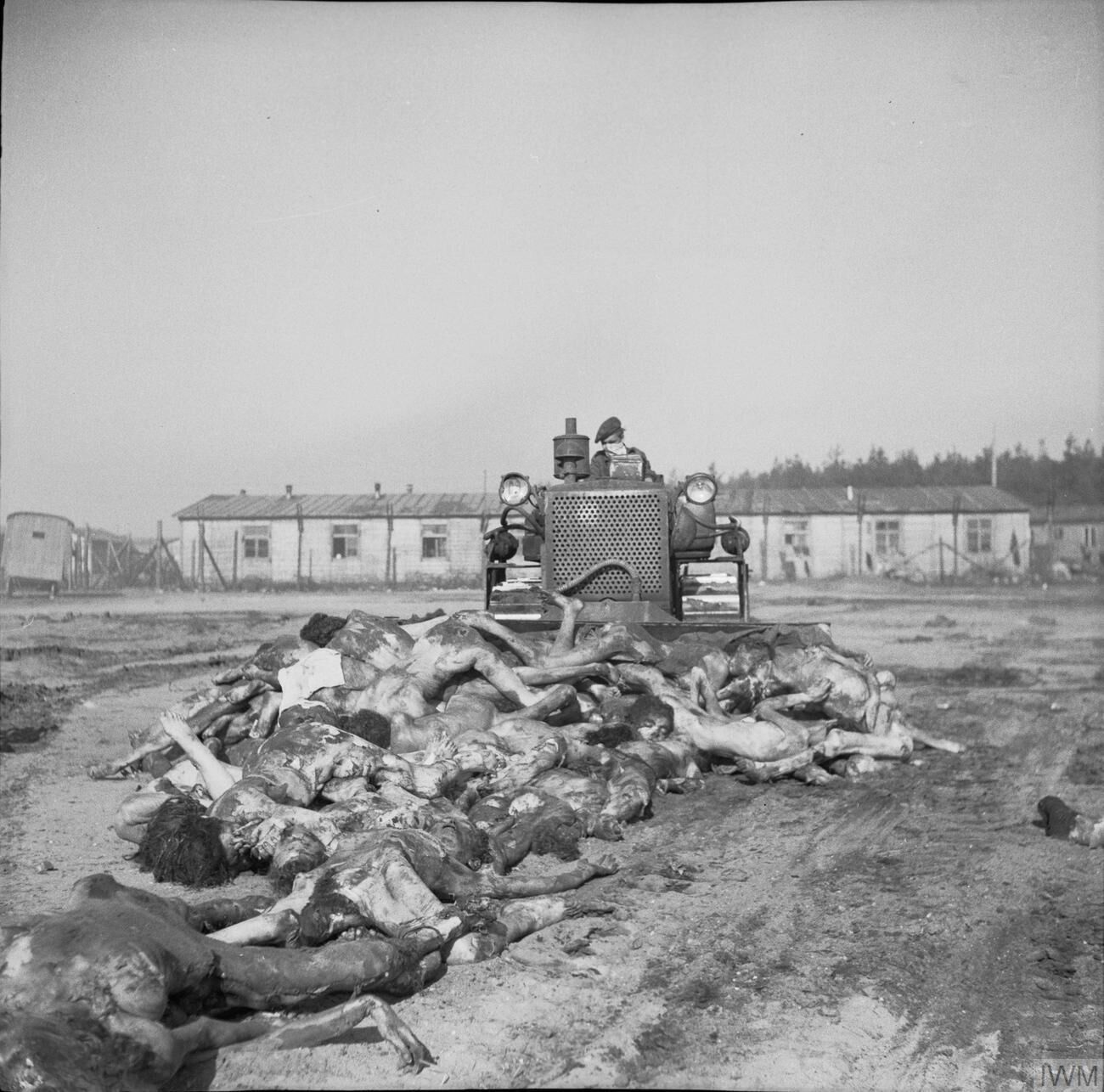
Après la libération du camp, le 19 avril 1945, un bulldozer piloté par un soldat anglais, déverse des monceaux de cadavres décharnés dans une fosse commune. Cette image iconique de l'horreur nazie correspond en réalité à une mesure sanitaire de première urgence : pallier les risques d'épidémie.

Plus de 125 000 personnes sont emprisonnées à Bergen-Belsen. Parmi les personnalités survivantes, on note les noms de :
- Otto Abeles (1879-1945), écrivain autrichien.
- Jean Améry (1912-1978), écrivain et essayiste autrichien.
- Marcel Arnaud (1911-1945), résistant français.
- Lucien Berthel[9],[10] (1927-2018), résistant et écrivain français.
- Émile Bollaert (1890-1978), haut fonctionnaire et résistant français.
- Pierre Bridonneau (1922-2012), résistant, historien et essayiste français.
- Yves Castet (1922-1968) résistant français.
- Francine Christophe (née en 1933), écrivaine française.
- Léon Delarbre (1889-1974), résistant, artiste et conservateur de musée français.
- Jan Dobraczynski (1910-1994), écrivain, résistant polonais, auteur de "Les envahisseurs", membre de Zegota (Commission d'Aide aux Juifs).
- Hannah Goslar (1928-2022 ), auteure allemande.
- Shaul Ladany (né en 1936), marcheur israélien.
- Marceline Loridan-Ivens (1928-2018), documentariste française.
- Jean Mattéoli (1922-2008), homme politique et résistant français.
- Léon Meyer (1868-1948), homme politique français.
- Boris Pahor (1913-2022), écrivain slovène.
- Zuzana Růžičková (1927-2017), claveciniste tchèque.
- Israël Shahak (1933-2001), auteur et militant politique israélien.
- Lucienne Soubbotnik (1911-2014), résistante française.
- Stanislas Tomkiewicz (1925-2003), psychiatre et psychothérapeute français.
- Raymond Valenet (1912-1978), homme politique et résistant français.
- Simone Veil (1927-2017), femme politique française.
- Léon Placek ( né en 1933)
- Ginette Kolinka (née en 1925)
- Léon Gourdin (1908-1991), résistant français.

## Commandants nazis et personnel du camp

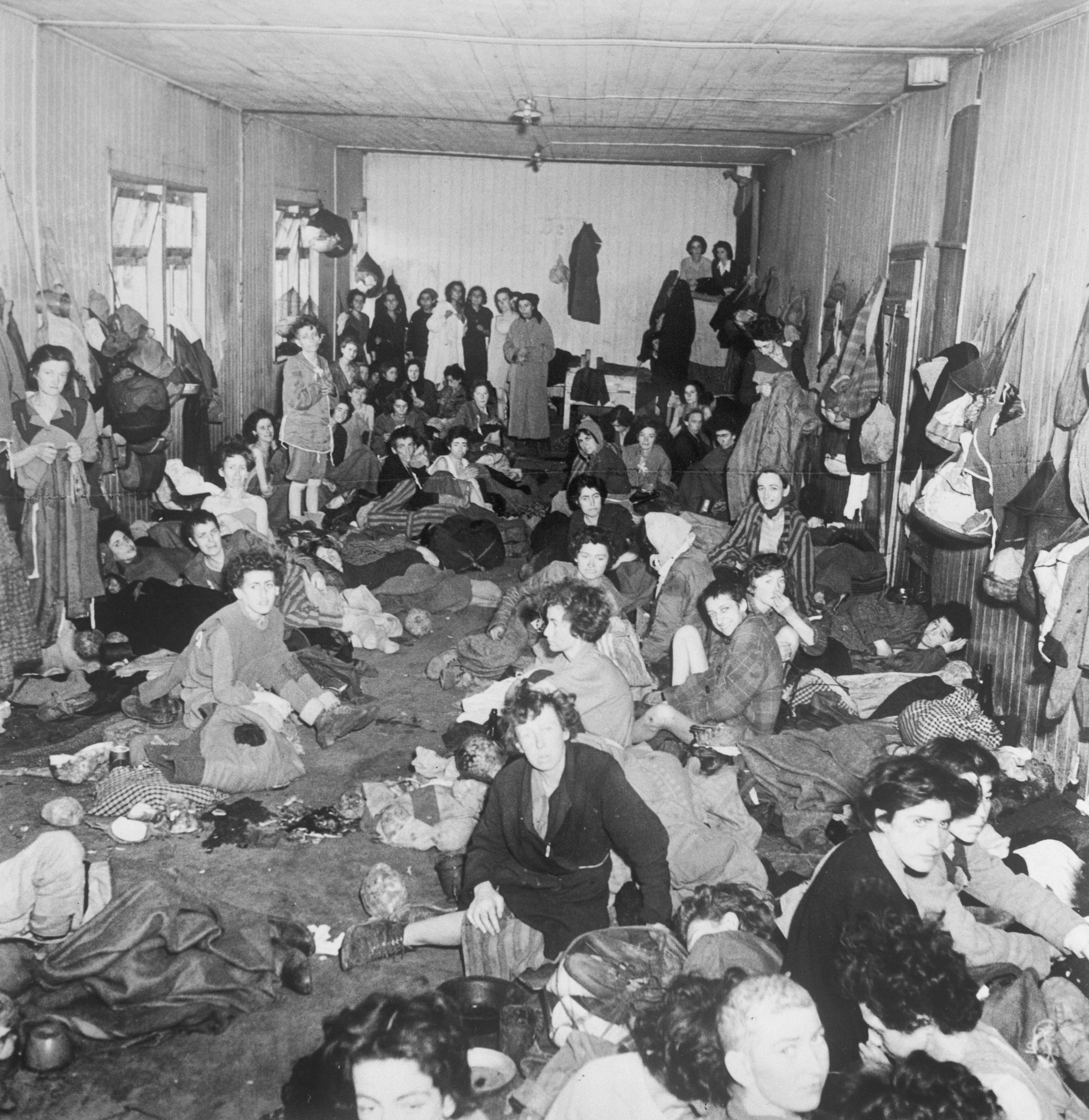
La libération par les troupes britanniques du camp de Bergen-Belsen, le 15 avril 1945.

### Commandants
- Adolf Haas (de) (1893-1945), lieutenant-colonel SS, met en place le camp en mai 1943 et le commande jusqu'en décembre 1944. Il prend ensuite la tête d'un bataillon panzer SS et disparaît le 1er mai 1945.
- Josef Kramer (1906-1945), commandant SS du camp de décembre 1944 à avril 1945, condamné à mort au procès de Belsen et pendu le 13 décembre 1945 à Hamelin.
- Fritz Klein (1888-1945), médecin SS du camp.
- Siegfried Seidl (1911-1947), médecin SS du camp.

### Gardiennes
- Johanna Bormann (ou Juana Bormann) (1893-1945), surnommée « Wiesel » ou « la femme aux chiens », condamnée à mort au procès de Belsen.
- Herta Bothe (1921-2000), condamnée à 10 ans de prison.
- Irma Grese (1923-1945), condamnée à mort au procès de Belsen.
- Elisabeth Volkenrath (1919-1945), condamnée à mort au procès de Belsen.

### Filmographie
- Les Enfants otages de Bergen-Belsen de Teri Wehn-Damisch, prod. : Cinétévé et France 5, 2013, 52'
- Anne Frank, ma meilleure amie (Mijn beste vriendin Anne Frank), film néerlandais réalisé par Ben Sombogaart, 2021.